# Oleszki
Oleszki – wieś w Polsce, położona w województwie świętokrzyskim, w powiecie buskim, w gminie Busko-Zdrój, na prawym brzegu rzeki Maskalis.
W latach 1975–1998 wieś administracyjnie należała do województwa kieleckiego.
Siedziba parafii rzymskokatolickiej. W strukturze kościoła rzymskokatolickiego parafia należy do metropolii krakowskiej, diecezji kieleckiej, dekanatu buskiego.
Przez wieś przechodzi  niebieski szlak turystyczny z Pińczowa do Wiślicy.

## Odkrycia archeologiczne
W sierpniu 2007 r. w wyrobisku piaskowni w Oleszkach odkryto kolejne miejsce starożytnego pochówku – grób kloszowy z okresu kultury pomorskiej.
Odkryty grób różni się od innych. Specjaliści przypuszczają, że może to być grób jakiegoś wodza wspólnoty rodowej, gdyż jest to „bardzo bogaty pochówek”. Nietypowość polega na tym, że spopielone ludzkie szczątki nie są włożone do ceramicznej urny zwanej popielnicą, lecz położono je bezpośrednio na płaskim kamieniu o średnicy około 40 cm i nakryto glinianym kloszem. Całość obłożona została 96 kamieniami otoczakami. Zwykle przy każdej z odkrywanych urn znajdowano trzy-cztery kamienie.
W tej okolicy w ciągu kilkunastu ostatnich lat dokonano już 12 podobnych odkryć. Poprzednie odkryte groby popielnicowe, zostały już zbadane i opracowane naukowo. Część z nich eksponowana jest w Muzeum Ziemi Buskiej.